# Austrodecus calcaricauda
Austrodecus calcaricauda är en havsspindelart som beskrevs av Stock, J.H. 1957. Austrodecus calcaricauda ingår i släktet Austrodecus och familjen Austrodecidae. Inga underarter finns listade.